# 圣吉勒莱福雷
圣吉勒莱福雷（法語：Saint-Gilles-les-Forêts，法語發音：[sɛ̃ ʒil le fɔʁɛ]）是法国新阿基坦大区上维埃纳省的一个市镇，属于利摩日区。

## 地理
圣吉勒莱福雷（45°37'44"N, 1°39'58"E）面积8.28 平方千米，位于法国新阿基坦大区上维埃纳省，该省份为法国中西部省份，北起顺时针与安德尔省、克勒兹省、科雷兹省、多爾多涅省、夏朗德省和维埃纳省接壤。
与圣吉勒莱福雷接壤的市镇（或旧市镇、城区）包括：尚伯雷、布里扬斯河畔拉克鲁瓦西耶、栋村、叙尔杜、叙萨克。

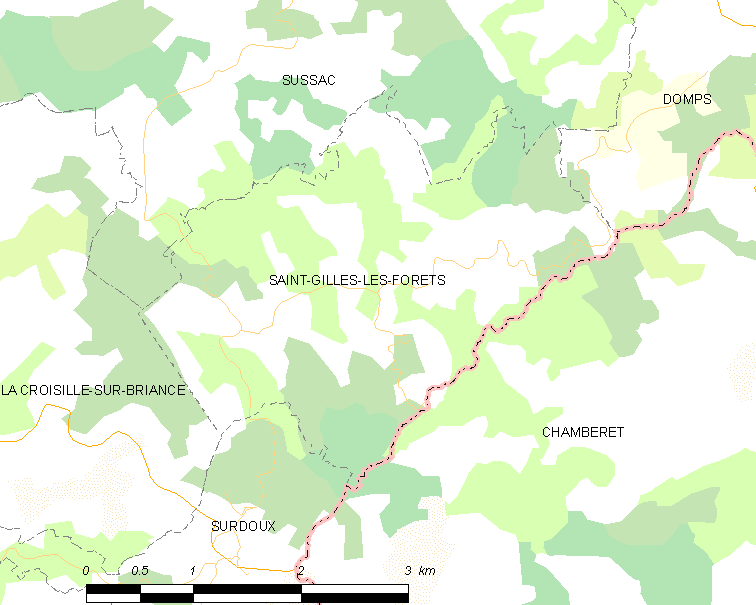
圣吉勒莱福雷的OSM定位图

圣吉勒莱福雷的时区为UTC+01:00、UTC+02:00（夏令时）。

## 行政
圣吉勒莱福雷的邮政编码为87130，INSEE市镇编码为87147。

## 政治
圣吉勒莱福雷所属的省级选区为埃穆捷县。

## 人口

1962-2008年间圣吉勒莱福雷人口变化图示

圣吉勒莱福雷于2022年1月1日时的人口数量为44人。